# Peixmerga
Peixmerga (peixmergues en plural català, پێشمەرگە en kurd - alfabet perso-àrab, Pêşmerge en kurd - alfabet kurd llatí, Peshmerga en anglès), és el nom donat pels kurds a les seves milícies de combat i als darrers anys als seus soldats regulars. De vegades s'ha traduït com a "combatents per la llibertat". Literalment vol dir "els que fan front a la mort" (pêş = front, i merg = mort).

## Història
Els seus antecedents s'han de veure en les forces de cavalleria anomenades hamidiyya o hamdiyye, creades per Shakir Paixà, que es van formar a l'Imperi Otomà sota el sultà Abdulhamid II (1876–1909) a imitació dels cosacs russos el 1891, per vincular els kurds a l'estat turc; aquests regiments no van tenir gaire èxit però van formar militarment un bon nombre de kurds; els oficials eren turcs i els cavallers eren tribals kurds.
Durant la I Guerra Mundial els turcs van mobilitzar forces tribals kurdes i entre elles el XI Exèrcit amb seu a Elazig, i el XII exèrcit amb seu a Mossul. Els kurds formaren també la majoria dels soldats del IX i X Exèrcits i van aportar tropes per unitats de frontera i per 135 esquadrons de la cavalleria de reserva; van ser essencials en combatre contra els russos a la zona del Caucas.
El nom de peixmerga es coneix des de les primeres revoltes kurdes el 1919 al Kurdistan del Sud, i estès a l'oest i al nord del Kurdistan. Els peixmergues van lluitar com a guerrillers contra el govern de l'Iraq del 1961 al 1970 i del 1974 al 1991. Posteriorment van conformar un exèrcit organitzat regional i van lluitar al costat dels estatunidencs en la invasió de l'Iraq, servint tant de soldats com de traductors; es diu que foren essencials en la captura de Saddam Hussein. Hi ha peixmergues desplegats a Mossul, Bagdad i Al-Anbar per operacions contraterroristes.
Des de 2005 el Govern Regional del Kurdistan gaudeix del dret constitucional de tenir el seu propi exèrcit i l'exèrcit iraquià té prohibit per llei entrar en territori de la regió kurda.